# Amtsgericht Gronau

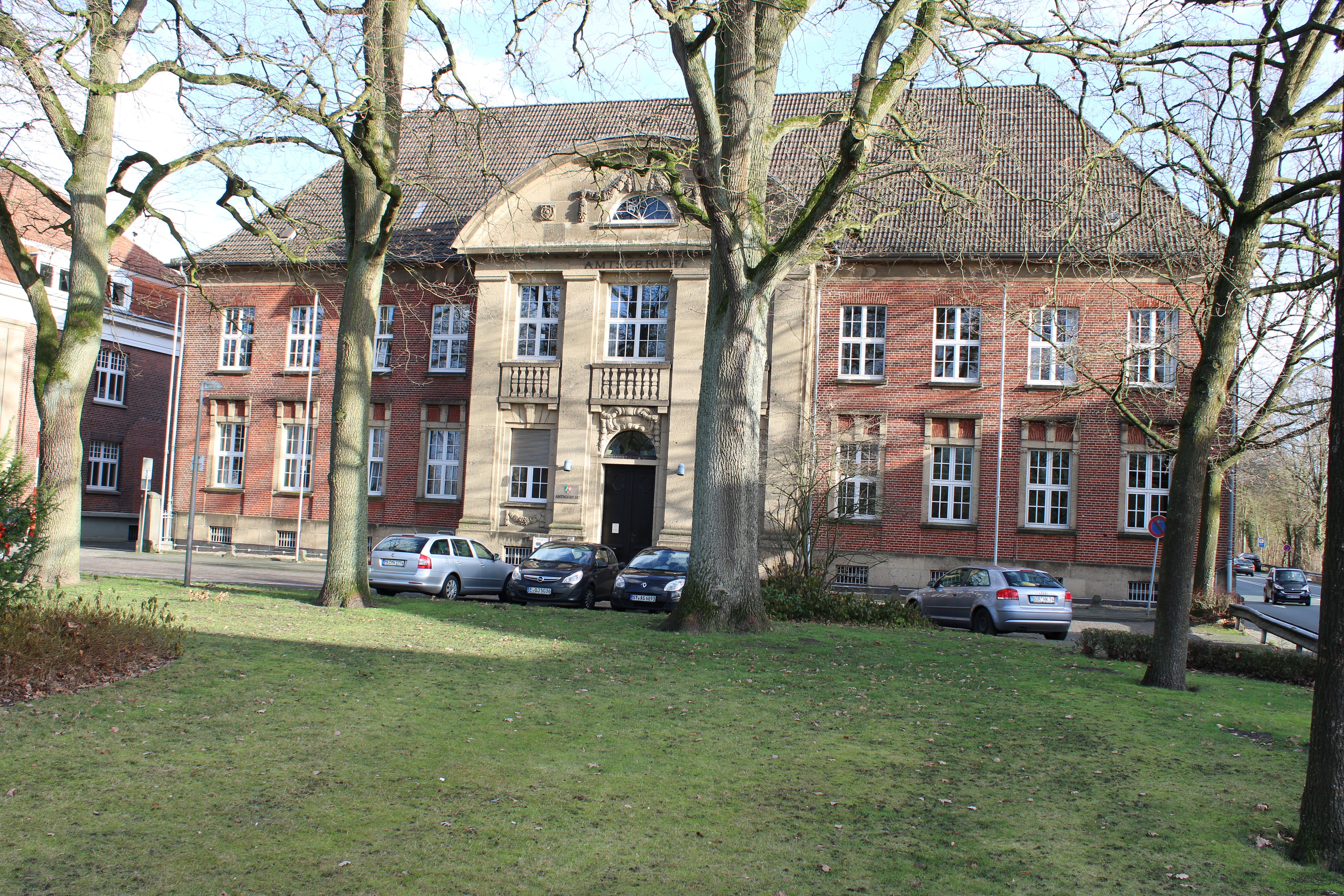
Gerichtsgebäude

Gronau ist Sitz des Amtsgerichts Gronau, das für die Stadt Gronau (Westf.) im Kreis Borken zuständig ist. In dem 79 km² großen Gerichtsbezirk leben rund 49.000 Menschen.

## Übergeordnete Gerichte
Das dem Amtsgericht Gronau übergeordnete Landgericht ist das Landgericht Münster, das wiederum dem Oberlandesgericht Hamm untersteht.

## Geschichte
Das Amtsgericht Gronau wurde aufgrund eines preußischen Gesetzes vom 30. April 1913 zum 1. Februar 1917 errichtet und übernahm vom Bezirk des Amtsgerichts Ahaus die Stadt Gronau in Westfalen sowie die Gemeinden Epe Dorf und Epe Kirchspiel.